# Cratere Hijsi
Hijsi è un cratere sulla superficie di Callisto.